# Yunus Emre
Yunus Emre (1238 – 1320) var en tyrkisk sufi-poet. Han var en af de første poeter blandt tyrkiske mystikere. Yunus Emres digte er meget populære i både Tyrkiet og i Vesten.
Det vides at han var elev af Taptuk Baba, der var elev af Barak Baba, som var Sari Saltuk's elev. Dette tyder på, at Yunus Emre formentligt var en qalandar dervish, hvilket hans digte også peger på.
En del af hans liv menes desuden at være tilbragt som elev for Haji Bektash.
Ifølge bektashi-kilden Vilayetname, er Yunus Emre begravet i landsbyen Sarıköy, som i dag hedder Yunusemre og ligger i provinsen Eskişehir.